# Клиффорд, Кларк
Кларк Макадамс Клиффорд (англ. Clark McAdams Clifford, 25 декабря, 1906 — 10 октября, 1998) — американский юрист и государственный деятель, занимал пост Министра обороны США в 1968—1969 годах при президенте Линдоне Джонсоне.

## Биография

### Начало жизни
Родился в Форт Скотт в штате Канзас. Окончил университет Вашингтона в Сент-Луисе. В 1928—1943 годах занимался юридической практикой в Сент-Луисе. В 1944—1946 годах служил на флоте, дослужившись до капитана и став помощником Гарри Трумэна по морским делам, а также его другом и доверенным советником. В 1946—1950 годах занимал пост специального помощника президента. Важнейшим событием была поддержка Клиффордом создания государства Израиль.  Клиффорд был ключевой фигурой в компании по переизбранию Трумэна в 1948 году. Советовал Трумэну принять более левый и популистский образ для того, чтобы отнять голоса у левого кандидата Генри Уоллеса.

### Советник
В 1950 году ушел в отставку, занимался юридической практикой в Вашингтоне и был важным советником демократических политиков. Одним из его клиентов был Джон Кеннеди, тогда сенатор. В 1961 году после победы на выборах Кеннеди назначил Клиффорда членом президентского совета по внешней разведке. В 1963 году Клиффорд стал председателем этого совета. После убийства президента Кеннеди и вступления на президентский пост Линдона Джонсона Клиффорд часто выступал в роли неофициального советника и иногда выполнял кратковременные официальные поручения, такие как поездка с генералом Максвеллом Тейлором во Вьетнам и другие страны юго-восточной Азии в 1967 году.

### Министр обороны
19 января 1968 года президент Джонсон объявил о том, что Кларк Клиффорд сменит Роберта Макнамару на посту министра обороны США. В целом, Клиффорд продолжал политику Макнамары, в частности он продолжил его широко рекламируемую политику по сокращению расходов. Бюджет министерства обороны составил $77.7 млрд долларов в 1969 году и $75.5 млрд в 1970 году. В 1969 году с окончанием администрации Джонсона Клиффорд ушел в отставку.
Клиффорд выступал против расширения войны во Вьетнаме. Так, он убедил Джонсона не отправлять во Вьетнам 206 тыс. солдат, о чем просил генерал Уильям Уэстморленд дополнительно к тем 525 тыс., что уже служили там. Однако, в марте 1968 года Джонсон всё же согласился временно отправить во Вьетнам ещё 24 тыс. солдат в качестве чрезвычайной меры, увеличив силы во Вьетнаме до максимальной к тому времени численности 549 тыс. В целом, Клиффорд считал необходимым постепенный выход из Вьетнамского конфликта, в чём расходился с тогдашним государственным секретарём Дином Раском, который считал, что войну можно выиграть. Свои взгляды на Вьетнамскую войну Клиффорд после отставки изложил в статье в журнале Foreign Affairs (номер за июль 1969). 20 января 1969 года перед уходом в отставку Джонсон наградил Клиффорда Президентской медалью Свободы с отличием.
После отставки Клиффорд продолжал юридическую практику и считался одним из вашингтонских «суперадвокатов», благодаря своему влиянию и безграничным связям. В 1980 году президент Джимми Картер назначил его специальным президентским посланником в Индию.

### Скандал с BCCI
В 1991 году Клиффорд оказался замешан в гигантский финансовый скандал с Bank of Credit and Commerce International (BCCI). Обнаружилось, что этот крупнейший банк с сильнейшими политическими связями представлявший собой запутанный международный конгломерат различных банков и компаний с центром в Лондоне совершал не только крупнейшие финансовые нарушения, но был вовлечен в отмывание денег, уклонение от налогов, взяточничество, поддержку международного терроризма, контрабанду оружия и ядерных технологий. Клиффорд занимал пост председателя банка First American Bankshares, ставшего крупнейшим банком в Вашингтоне. Прокурор района Манхэттен Роберт Моргентау заявил, что First American Bankshares тайно контролируется BCCI. Клиффорда обвинили в том, что он намеренно скрыл эту информацию от федеральных регулирующих органов. Министерство юстиции США начало расследование деятельности Клиффорда, его активы были заморожены. Однако официально обвинения против Клиффорда так и не были выдвинуты, в связи с его плохим здоровьем.
Кларк Клиффорд умер в 1998 году.

## Книги
- Counsel to the President, 1991